# FBK-Games

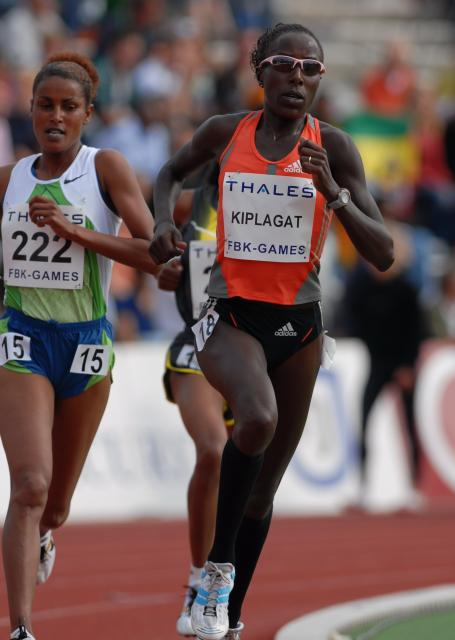
Lornah Kiplagat bei den FBK-Games 2007

Die FBK-Games (voller Name Fanny Blankers-Koen Games) sind ein international bedeutendes Leichtathletik-Meeting, das seit 1981 jährlich in Hengelo in den Niederlanden ausgetragen wird. Seit 2010 gehört es zur World Challenge. Namensgeberin der Veranstaltung ist Fanny Blankers-Koen, eine der erfolgreichsten Leichtathletinnen der Geschichte. Austragungsort ist das Fanny-Blankers-Koen-Stadion. In Hengelo wurden mehrere Leichtathletik-Weltrekorde aufgestellt, allen voran durch Haile Gebrselassie.

## Name der Veranstaltung
Am 6. Juli 1981 als Fanny Blankers-Koen Games ins Leben gerufen, hieß die Veranstaltung im Gedenken an den ehemaligen niederländischen Sportler und IAAF-Präsidenten Adriaan Paulen von 1987 bis 2000 Adriaan Paulen Memorial. Aus Anlass der Wahl von Fanny Blankers-Koen zur Leichtathletin des Jahrhunderts durch die IAAF kehrte man 2001 zum ursprünglichen Namen zurück. Von 2003 bis 2007 war die offizielle Bezeichnung des Meetings THALES FBK-Games nach dem Hauptsponsor, der französischen Thales Group. Seit 2008, nach Ablauf des Sponsorenvertrages, führt die Veranstaltung den Namen FBK-Games.

## Weltrekorde in Hengelo
Folgende Leichtathletik-Weltrekorde und Weltbestzeiten wurden bei dieser Veranstaltung aufgestellt (aktuell gültige Rekordmarken fett markiert, Stand August 2023):
| Datum        | Disziplin | Leistung     | Athlet             | Land |
| 4. Juni 1994 | 5000 m    | 12:56,96 min | Haile Gebrselassie | ETH  |
| 5. Juni 1995 | 10.000 m  | 26:43,53 min | Haile Gebrselassie | ETH  |
| 31. Mai 1997 | 2 Meilen  | 8:01,08 min  | Haile Gebrselassie | ETH  |
| 1. Juni 1998 | 10.000 m  | 26:22,75 min | Haile Gebrselassie | ETH  |
| 31. Mai 2004 | 5000 m    | 12:37,35 min | Kenenisa Bekele    | ETH  |
| 6. Juni 2021 | 10.000 m  | 29:06,82 min | Sifan Hassan       | NED  |

## Sieger 2016
| Disziplin      | M / F  | Athlet           | Land                   | Leistung     |
| Dreisprung     | Männer | Chris Carter     | Vereinigte Staaten     | 17,12 m      |
| 100 m          | Frauen | Asha Philip      | Vereinigtes Königreich | 11,27 s      |
| 5000 m         | Frauen | Letesenbet Gidey | Äthiopien              | 14:48,44 min |
| 100 m Hürden   | Frauen | Phylicia George  | Kanada                 | 12,88 s      |
| Diskuswurf     | Männer | Rodney Brown     | Vereinigte Staaten     | 65,70 m      |
| 110 m Hürden   | Männer | Gregor Traber    | Deutschland            | 13,46 s      |
| Stabhochsprung | Frauen | Ling Li          | Volksrepublik China    | 4,50 m       |